# Zapson
Zapson (Oekraïens: Запсонь, Hongaars: Zápszony) is een dorp in Oekraïne, in de rajon Berehovo.

## Locatie
Het dorp ligt op ongeveer 18 kilometer ten westen van Beregszász, 34 kilometer ten zuiden van Munkács en op 6 kilometer afstand van de grensovergang bij Barabás, in Hongarije. Tot 1995 was de officiële naam in het Oekraïens Zastavne.

## Geschiedenis
Voor 1918 behoorde het dorp tot Oostenrijk-Hongarije, van 1918 tot 1938 tot Tsjecho-Slowakije, tussen 1938 en 1944 weer tot Hongarije, van 1944 tot 1991 tot de Sovjet-Unie en vanaf 1991 tot de republiek Oekraïne.
Bij de census van 1910 werden 832 inwoners geteld, waarvan het overgrote deel Hongaars was. Volgens de telling van 2001 sprak 94,27% van de bevolking Hongaars, 5,23% Oekraïens en 0,44% een andere taal.

## Voorzieningen
Het dorp heeft een school, een cultureel centrum, een bibliotheek, een wijkkliniek, een apotheek, een postkantoor en een aantal winkels. Een treinstation is vlakbij.